# Tercera División de España 1966-67
La temporada 1966–67 de la Tercera División de España de fútbol corresponde a la 30ª edición del campeonato y se disputó entre el 4 de septiembre de 1966 y el 25 de junio de 1967.

## Sistema de competición
La Tercera División de España 1966-67 fue organizada por la Federación Española de Fútbol (RFEF).
El campeonato contó con la participación de 229 clubes divididos en quince grupos. La competición siguió un sistema de liga, de modo que los equipos de cada grupo se enfrentaron entre sí, todos contra todos en dos ocasiones -una en campo propio y otra en campo contrario- sumando un total de treinta jornadas. El orden de los encuentros se decidió por sorteo antes de empezar la competición.
Se estableció una clasificación con arreglo a los puntos obtenidos en cada enfrentamiento, a razón de dos por partido ganado, uno por empatado y ninguno en caso de derrota. En caso de empate a puntos entre dos o más clubes en la clasificación, se tuvo en cuenta el mayor cociente de goles. 
Los primeros clasificados de cada grupo disputaron la Fase de Ascenso en sistema de eliminatorias a doble partido a partir de octavos de final. Los cuatro vencedores de los cuartos de final ascendieron a Segunda División.
Los segundos clasificados de cada grupo disputaron la Promoción de Ascenso en sistema de eliminatorias a doble partido a partir de octavos de final. Los cuatro vencedores de los cuartos de final se enfrentaron en otra eliminatoria a los decimoterceros y decimocuartos clasificados de los dos grupos de Segunda División para decidir ascenso o permanencia según el caso.
Hubo una excepción en el grupo catalán, los dos grupos históricos catalanes permanecían intactos pero jugaban en un único grupo con mayor número de equipos que el resto. Los dos primeros clasificados disputaron la Fase de Ascenso, mientras que el tercer y cuarto clasificado jugaban la Promoción de Ascenso.
En todos los grupos hubo descensos directos a categoría regional.

## Clasificaciones

### Grupo I
| Pos. | Equipo                 | Pts. | PJ | G  | E | P  | GF | GC | Dif. | Clasificación                                            |
| ---- | ---------------------- | ---- | -- | -- | - | -- | -- | -- | ---- | -------------------------------------------------------- |
| 1    | C. D. Orense           | 51   | 30 | 23 | 5 | 2  | 91 | 21 | +70  | Acceso a Promoción de ascenso para campeones de grupo    |
| 2    | C. D. Lugo             | 47   | 30 | 21 | 5 | 4  | 74 | 23 | +51  | Acceso a Promoción de ascenso para subcampeones de grupo |
| 3    | S. D. Compostela       | 44   | 30 | 20 | 4 | 6  | 76 | 32 | +44  |                                                          |
| 4    | Atlético Orense        | 30   | 30 | 11 | 8 | 11 | 38 | 33 | +5   |                                                          |
| 5    | Fabril Deportivo       | 30   | 30 | 11 | 8 | 11 | 61 | 50 | +11  |                                                          |
| 6    | Arosa S. C.            | 29   | 30 | 12 | 5 | 13 | 41 | 42 | −1   |                                                          |
| 7    | Turista S. C.          | 29   | 30 | 11 | 7 | 12 | 35 | 40 | −5   |                                                          |
| 8    | Club Gran Peña         | 29   | 30 | 11 | 7 | 12 | 49 | 51 | −2   |                                                          |
| 9    | Arsenal C. F.          | 28   | 30 | 11 | 6 | 13 | 44 | 50 | −6   |                                                          |
| 10   | Rápido de Bouzas       | 26   | 30 | 9  | 8 | 13 | 39 | 43 | −4   |                                                          |
| 11   | Club Lemos             | 26   | 30 | 10 | 6 | 14 | 30 | 45 | −15  |                                                          |
| 12   | C. F. Calvo Sotelo PGR | 25   | 30 | 10 | 5 | 15 | 36 | 49 | −13  |                                                          |
| 13   | Brigantium C. F.       | 24   | 30 | 9  | 6 | 15 | 29 | 50 | −21  |                                                          |
| 14   | Alondras C. F.         | 24   | 30 | 10 | 4 | 16 | 37 | 74 | −37  |                                                          |
| 15   | Corujo C. F. (D)       | 22   | 30 | 8  | 6 | 16 | 32 | 68 | −36  | Descenso a Categoría Regional                            |
| 16   | C. D. Arenteiro (D)    | 16   | 30 | 6  | 4 | 20 | 31 | 66 | −35  | Descenso a Categoría Regional                            |

 Fuente: Fútbol Regional

### Grupo II
| Pos. | Equipo             | Pts. | PJ | G  | E | P  | GF | GC  | Dif. | Clasificación                                            |
| ---- | ------------------ | ---- | -- | -- | - | -- | -- | --- | ---- | -------------------------------------------------------- |
| 1    | Real Avilés C. F.  | 49   | 30 | 20 | 9 | 1  | 85 | 17  | +68  | Acceso a Promoción de ascenso para campeones de grupo    |
| 2    | Caudal Deportivo   | 45   | 30 | 20 | 5 | 5  | 54 | 20  | +34  | Acceso a Promoción de ascenso para subcampeones de grupo |
| 3    | Candás C. F.       | 44   | 30 | 21 | 2 | 7  | 47 | 20  | +27  |                                                          |
| 4    | S. D. La Camocha   | 40   | 30 | 18 | 4 | 8  | 55 | 32  | +23  |                                                          |
| 5    | C. D. Praviano     | 38   | 30 | 15 | 8 | 7  | 51 | 30  | +21  |                                                          |
| 6    | C. D. Ensidesa     | 38   | 30 | 15 | 8 | 7  | 64 | 31  | +33  |                                                          |
| 7    | S. D. Vetusta      | 32   | 30 | 13 | 6 | 11 | 55 | 49  | +6   |                                                          |
| 8    | C. D. San Martín   | 28   | 30 | 12 | 4 | 14 | 58 | 61  | −3   |                                                          |
| 9    | C. D. Turón        | 27   | 30 | 11 | 5 | 14 | 38 | 55  | −17  |                                                          |
| 10   | Laviana C. F.      | 27   | 30 | 11 | 5 | 14 | 42 | 50  | −8   |                                                          |
| 11   | Club Calzada       | 26   | 30 | 10 | 6 | 14 | 41 | 48  | −7   |                                                          |
| 12   | El Entrego C. D.   | 22   | 30 | 9  | 4 | 17 | 36 | 46  | −10  |                                                          |
| 13   | Club Siero         | 20   | 30 | 8  | 4 | 18 | 29 | 52  | −23  |                                                          |
| 14   | Santa Marina C. F. | 20   | 30 | 9  | 2 | 19 | 35 | 61  | −26  |                                                          |
| 15   | Luarca C. F. (D)   | 19   | 30 | 7  | 5 | 18 | 25 | 61  | −36  | Descenso a Categoría Regional                            |
| 16   | Pelayo C. F. (D)   | 5    | 30 | 2  | 1 | 27 | 18 | 100 | −82  | Descenso a Categoría Regional                            |

 Fuente: Fútbol Regional
Notas:
1. ↑  Para la siguiente temporada la S. D. La Camocha cambió su nombre a Club Atlético Gijón.

### Grupo III
| Pos. | Equipo                      | Pts. | PJ | G  | E | P  | GF | GC | Dif. | Clasificación                                            |
| ---- | --------------------------- | ---- | -- | -- | - | -- | -- | -- | ---- | -------------------------------------------------------- |
| 1    | Bilbao Atlético             | 46   | 30 | 19 | 8 | 3  | 85 | 26 | +59  | Acceso a Promoción de ascenso para campeones de grupo    |
| 2    | Club Sestao                 | 40   | 30 | 17 | 6 | 7  | 61 | 27 | +34  | Acceso a Promoción de ascenso para subcampeones de grupo |
| 3    | Club Baracaldo Altos Hornos | 39   | 30 | 18 | 3 | 9  | 61 | 33 | +28  |                                                          |
| 4    | C. D. Villosa               | 38   | 30 | 15 | 8 | 7  | 58 | 33 | +25  |                                                          |
| 5    | S. D. Rayo Cantabria        | 36   | 30 | 14 | 8 | 8  | 47 | 26 | +21  |                                                          |
| 6    | Arenas Club                 | 32   | 30 | 12 | 8 | 10 | 48 | 36 | +12  |                                                          |
| 7    | C. D. Basconia              | 32   | 30 | 12 | 8 | 10 | 42 | 36 | +6   |                                                          |
| 8    | S. D. Deusto-Universidad    | 31   | 30 | 12 | 7 | 11 | 37 | 38 | −1   |                                                          |
| 9    | Club Erandio                | 30   | 30 | 11 | 8 | 11 | 43 | 49 | −6   |                                                          |
| 10   | C. D. Santurce              | 27   | 30 | 10 | 7 | 13 | 34 | 57 | −23  |                                                          |
| 11   | C. D. Galdácano             | 26   | 30 | 9  | 8 | 13 | 31 | 38 | −7   |                                                          |
| 12   | S. D. Amorebieta            | 25   | 30 | 10 | 5 | 15 | 34 | 45 | −11  |                                                          |
| 13   | Santoña C. F. (D)           | 25   | 30 | 9  | 7 | 14 | 38 | 59 | −21  | Descenso a Categoría Regional                            |
| 14   | S. D. Unión Club (D)        | 19   | 30 | 6  | 7 | 17 | 20 | 52 | −32  | Descenso a Categoría Regional                            |
| 15   | S. D. Barreda Balompié (D)  | 18   | 30 | 5  | 8 | 17 | 29 | 63 | −34  | Descenso a Categoría Regional                            |
| 16   | C. D. Laredo (D)            | 16   | 30 | 5  | 6 | 19 | 17 | 67 | −50  | Descenso a Categoría Regional                            |

 Fuente: Fútbol Regional

### Grupo IV
| Pos. | Equipo              | Pts. | PJ | G  | E  | P  | GF | GC | Dif. | Clasificación                                            |
| ---- | ------------------- | ---- | -- | -- | -- | -- | -- | -- | ---- | -------------------------------------------------------- |
| 1    | S. D. Eibar         | 48   | 30 | 22 | 4  | 4  | 60 | 16 | +44  | Acceso a Promoción de ascenso para campeones de grupo    |
| 2    | Real Unión de Irún  | 48   | 30 | 20 | 8  | 2  | 59 | 29 | +30  | Acceso a Promoción de ascenso para subcampeones de grupo |
| 3    | C. D. Oberena       | 34   | 30 | 13 | 8  | 9  | 52 | 45 | +7   |                                                          |
| 4    | S. D. Euskalduna    | 32   | 30 | 12 | 8  | 10 | 54 | 45 | +9   |                                                          |
| 5    | Club Chantrea       | 31   | 30 | 10 | 11 | 9  | 45 | 44 | +1   |                                                          |
| 6    | C. D. Calahorra     | 31   | 30 | 12 | 7  | 11 | 52 | 53 | −1   |                                                          |
| 7    | Deportivo Alavés    | 30   | 30 | 13 | 4  | 13 | 50 | 38 | +12  |                                                          |
| 8    | C. D. Tudelano      | 29   | 30 | 11 | 7  | 12 | 43 | 52 | −9   |                                                          |
| 9    | Haro Deportivo      | 29   | 30 | 11 | 7  | 12 | 48 | 59 | −11  |                                                          |
| 10   | J. D. Mondragón     | 29   | 30 | 9  | 11 | 10 | 58 | 48 | +10  |                                                          |
| 11   | San Sebastián C. F. | 29   | 30 | 12 | 5  | 13 | 61 | 43 | +18  |                                                          |
| 12   | C. D. Motrico       | 27   | 30 | 11 | 5  | 14 | 60 | 59 | +1   |                                                          |
| 13   | C. D. Touring       | 27   | 30 | 9  | 9  | 12 | 34 | 36 | −2   | Acceso a Promoción de permanencia                        |
| 14   | Tolosa C. F. (D)    | 25   | 30 | 9  | 7  | 14 | 33 | 48 | −15  | Acceso a Promoción de permanencia                        |
| 15   | C. D. Alfaro (D)    | 21   | 30 | 9  | 3  | 18 | 36 | 69 | −33  | Descenso a Categoría Regional                            |
| 16   | C. D. Iruña (D)     | 10   | 30 | 5  | 0  | 25 | 33 | 94 | −61  | Descenso a Categoría Regional                            |

 Fuente: Fútbol Regional

### Grupo V
| Pos. | Equipo                       | Pts. | PJ | G  | E  | P  | GF  | GC | Dif. | Clasificación                                            |
| ---- | ---------------------------- | ---- | -- | -- | -- | -- | --- | -- | ---- | -------------------------------------------------------- |
| 1    | S. D. Huesca                 | 52   | 30 | 23 | 6  | 1  | 71  | 16 | +55  | Acceso a Promoción de ascenso para campeones de grupo    |
| 2    | Aragón C. F.                 | 47   | 30 | 21 | 5  | 4  | 104 | 20 | +84  | Acceso a Promoción de ascenso para subcampeones de grupo |
| 3    | C. D. Calvo Sotelo Andorra   | 40   | 30 | 15 | 10 | 5  | 57  | 27 | +30  |                                                          |
| 4    | C. D. Ejea                   | 35   | 30 | 12 | 11 | 7  | 33  | 42 | −9   |                                                          |
| 5    | C.D. Termoeléctrica Escatrón | 34   | 30 | 13 | 8  | 9  | 63  | 46 | +17  |                                                          |
| 6    | U. D. Barbastro              | 34   | 30 | 14 | 6  | 10 | 41  | 33 | +8   |                                                          |
| 7    | Arenas S. D.                 | 30   | 30 | 14 | 2  | 14 | 34  | 54 | −20  |                                                          |
| 8    | C. D. Teruel                 | 29   | 30 | 12 | 5  | 13 | 51  | 46 | +5   |                                                          |
| 9    | C. D. Mequinenza             | 29   | 30 | 13 | 3  | 14 | 64  | 60 | +4   |                                                          |
| 10   | C. D. Caspe                  | 27   | 30 | 11 | 5  | 14 | 39  | 59 | −20  |                                                          |
| 11   | Juvenil Jacetano             | 27   | 30 | 10 | 7  | 13 | 39  | 57 | −18  |                                                          |
| 12   | C. D. Binéfar                | 22   | 30 | 8  | 6  | 16 | 41  | 50 | −9   |                                                          |
| 13   | Utebo C. F.                  | 22   | 30 | 10 | 2  | 18 | 34  | 62 | −28  |                                                          |
| 14   | Atlético de Monzón           | 21   | 30 | 9  | 3  | 18 | 42  | 64 | −22  |                                                          |
| 15   | C. D. Numancia               | 19   | 30 | 7  | 5  | 18 | 28  | 66 | −38  |                                                          |
| 16   | C. F. Renfe                  | 12   | 30 | 3  | 6  | 21 | 30  | 69 | −39  | Descenso a Categoría Regional                            |

 Fuente: Fútbol Regional

### Grupos VI-VII
| Pos. | Equipo                       | Pts. | PJ | G  | E  | P  | GF | GC | Dif. | Clasificación                                            |
| ---- | ---------------------------- | ---- | -- | -- | -- | -- | -- | -- | ---- | -------------------------------------------------------- |
| 1    | U. D. Olot                   | 51   | 38 | 23 | 5  | 10 | 87 | 50 | +37  | Acceso a Promoción de ascenso para campeones de grupo    |
| 2    | Gimnástico de Tarragona      | 48   | 38 | 22 | 4  | 12 | 65 | 41 | +24  | Acceso a Promoción de ascenso para campeones de grupo    |
| 3    | Gerona C. F.                 | 48   | 38 | 21 | 6  | 11 | 70 | 45 | +25  | Acceso a Promoción de ascenso para subcampeones de grupo |
| 4    | C. F. Lloret                 | 47   | 38 | 20 | 7  | 11 | 65 | 51 | +14  | Acceso a Promoción de ascenso para subcampeones de grupo |
| 5    | C. F. Reus Deportivo         | 43   | 38 | 18 | 7  | 13 | 63 | 53 | +10  |                                                          |
| 6    | U. D. Sans                   | 41   | 38 | 17 | 7  | 14 | 47 | 49 | −2   |                                                          |
| 7    | C. D. Tarrasa                | 41   | 38 | 15 | 11 | 12 | 53 | 41 | +12  |                                                          |
| 8    | C. D. San Andrés             | 41   | 38 | 16 | 9  | 13 | 55 | 52 | +3   |                                                          |
| 9    | C. D. Tortosa                | 39   | 38 | 17 | 5  | 16 | 62 | 53 | +9   |                                                          |
| 10   | U. D. Figueras               | 38   | 38 | 15 | 8  | 15 | 53 | 57 | −4   |                                                          |
| 11   | Atlético Cataluña C. F.      | 37   | 38 | 14 | 9  | 15 | 57 | 57 | 0    |                                                          |
| 12   | C. D. Granollers             | 36   | 38 | 17 | 2  | 19 | 71 | 63 | +8   |                                                          |
| 13   | C. D. Manresa                | 35   | 38 | 13 | 9  | 16 | 58 | 66 | −8   |                                                          |
| 14   | C. F. Villanueva y la Geltrú | 35   | 38 | 13 | 9  | 16 | 50 | 57 | −7   |                                                          |
| 15   | C. F. Balaguer (D)           | 35   | 38 | 14 | 7  | 17 | 52 | 63 | −11  | Descenso a Categoría Regional                            |
| 16   | C. D. Mataró (D)             | 34   | 38 | 14 | 6  | 18 | 55 | 56 | −1   | Descenso a Categoría Regional                            |
| 17   | C. F. Igualada               | 34   | 38 | 12 | 10 | 16 | 49 | 59 | −10  |                                                          |
| 18   | C. F. Calella                | 27   | 38 | 10 | 7  | 21 | 39 | 75 | −36  |                                                          |
| 19   | C. D. Hospitalet (D)         | 27   | 38 | 11 | 5  | 22 | 49 | 77 | −28  | Descenso a Categoría Regional                            |
| 20   | U. D. Vich (D)               | 23   | 38 | 10 | 3  | 25 | 49 | 84 | −35  | Descenso a Categoría Regional                            |

 Fuente: Fútbol Regional
Notas:
1. 1 2  Descendió en la promoción de permanencia.

### Grupo VIII
| Pos. | Equipo                   | Pts. | PJ | G  | E | P  | GF | GC | Dif. | Clasificación                                            |
| ---- | ------------------------ | ---- | -- | -- | - | -- | -- | -- | ---- | -------------------------------------------------------- |
| 1    | U. D. Mahón              | 40   | 22 | 18 | 4 | 0  | 59 | 16 | +43  | Acceso a Promoción de ascenso para campeones de grupo    |
| 2    | S. D. Ibiza              | 34   | 22 | 16 | 2 | 4  | 58 | 27 | +31  | Acceso a Promoción de ascenso para subcampeones de grupo |
| 3    | C. D. Atlético Baleares  | 31   | 22 | 13 | 5 | 4  | 42 | 16 | +26  |                                                          |
| 4    | C. D. Soledad            | 25   | 22 | 10 | 5 | 7  | 31 | 23 | +8   |                                                          |
| 5    | C. D. Menorca            | 24   | 22 | 9  | 6 | 7  | 46 | 25 | +21  |                                                          |
| 6    | C. F. Palma              | 24   | 22 | 10 | 4 | 8  | 39 | 37 | +2   |                                                          |
| 7    | C. D. Manacor            | 21   | 22 | 10 | 1 | 11 | 32 | 38 | −6   |                                                          |
| 8    | C. D. Atlético Ciudadela | 17   | 22 | 6  | 5 | 11 | 25 | 29 | −4   |                                                          |
| 9    | C. D. Alayor             | 14   | 22 | 5  | 4 | 13 | 28 | 52 | −24  |                                                          |
| 10   | C. D. Binisalem          | 14   | 22 | 4  | 6 | 12 | 16 | 42 | −26  |                                                          |
| 11   | U. P. Santa Catalina     | 12   | 22 | 4  | 4 | 14 | 27 | 53 | −26  |                                                          |
| 12   | U. D. Poblense           | 8    | 22 | 3  | 2 | 17 | 14 | 59 | −45  |                                                          |

 Fuente: Fútbol Regional

### Grupo IX
| Pos. | Equipo                   | Pts. | PJ | G  | E  | P  | GF | GC | Dif. | Clasificación                                            |
| ---- | ------------------------ | ---- | -- | -- | -- | -- | -- | -- | ---- | -------------------------------------------------------- |
| 1    | C. D. Alcoyano           | 48   | 34 | 21 | 6  | 7  | 81 | 35 | +46  | Acceso a Promoción de ascenso para campeones de grupo    |
| 2    | Onteniente C. F.         | 46   | 34 | 20 | 6  | 8  | 75 | 41 | +34  | Acceso a Promoción de ascenso para subcampeones de grupo |
| 3    | C. F. Gandía             | 45   | 34 | 19 | 7  | 8  | 65 | 31 | +34  |                                                          |
| 4    | C. D. Burriana           | 41   | 34 | 17 | 7  | 10 | 53 | 37 | +16  |                                                          |
| 5    | C. D. Acero              | 41   | 34 | 18 | 5  | 11 | 59 | 42 | +17  |                                                          |
| 6    | C. D. Benicarló          | 38   | 34 | 16 | 6  | 12 | 46 | 41 | +5   |                                                          |
| 7    | Torrente C. F.           | 37   | 34 | 15 | 7  | 12 | 55 | 44 | +11  |                                                          |
| 8    | C. D. Onda               | 34   | 34 | 10 | 14 | 10 | 44 | 47 | −3   |                                                          |
| 9    | C. D. Buñol              | 32   | 34 | 11 | 10 | 13 | 38 | 47 | −9   |                                                          |
| 10   | Paiporta C. F.           | 31   | 34 | 12 | 7  | 15 | 48 | 55 | −7   |                                                          |
| 11   | Atlético Saguntino       | 30   | 34 | 12 | 6  | 16 | 55 | 67 | −12  |                                                          |
| 12   | Atlético Levante         | 29   | 34 | 12 | 5  | 17 | 52 | 51 | +1   |                                                          |
| 13   | C. D. Olímpico de Játiva | 29   | 34 | 11 | 7  | 16 | 47 | 65 | −18  |                                                          |
| 14   | S. C. Requena            | 29   | 34 | 11 | 7  | 16 | 33 | 51 | −18  |                                                          |
| 15   | U. D. Carcagente         | 28   | 34 | 10 | 8  | 16 | 37 | 57 | −20  |                                                          |
| 16   | C. D. Jávea              | 28   | 34 | 9  | 10 | 15 | 36 | 51 | −15  |                                                          |
| 17   | S. D. Sueca              | 26   | 34 | 9  | 8  | 17 | 34 | 53 | −19  |                                                          |
| 18   | U. D. Oliva (D)          | 20   | 34 | 7  | 6  | 21 | 30 | 73 | −43  | Descenso a Categoría Regional                            |

 Fuente: Fútbol Regional

### Grupo X
| Pos. | Equipo                   | Pts. | PJ | G  | E  | P  | GF | GC  | Dif. | Clasificación                                            |
| ---- | ------------------------ | ---- | -- | -- | -- | -- | -- | --- | ---- | -------------------------------------------------------- |
| 1    | C. D. Eldense            | 47   | 30 | 21 | 5  | 4  | 88 | 26  | +62  | Acceso a Promoción de ascenso para campeones de grupo    |
| 2    | Albacete Balompié        | 45   | 30 | 20 | 5  | 5  | 58 | 31  | +27  | Acceso a Promoción de ascenso para subcampeones de grupo |
| 3    | Alicante C. F.           | 42   | 30 | 19 | 4  | 7  | 71 | 26  | +45  |                                                          |
| 4    | C. D. Cartagena          | 39   | 30 | 16 | 7  | 7  | 54 | 25  | +29  |                                                          |
| 5    | Benidorm C. F.           | 36   | 30 | 14 | 8  | 8  | 61 | 45  | +16  |                                                          |
| 6    | Cieza C. F.              | 32   | 30 | 14 | 4  | 12 | 67 | 52  | +15  |                                                          |
| 7    | Orihuela Deportiva C. F. | 30   | 30 | 10 | 10 | 10 | 41 | 38  | +3   |                                                          |
| 8    | Atlético Cartagena       | 30   | 30 | 12 | 6  | 12 | 38 | 52  | −14  |                                                          |
| 9    | C. D. Ilicitano          | 28   | 30 | 10 | 8  | 12 | 48 | 45  | +3   |                                                          |
| 10   | Águilas C. F.            | 26   | 30 | 12 | 2  | 16 | 45 | 62  | −17  |                                                          |
| 11   | Imperial C. F.           | 25   | 30 | 9  | 7  | 14 | 50 | 46  | +4   |                                                          |
| 12   | Yeclano C. F.            | 25   | 30 | 11 | 3  | 16 | 42 | 58  | −16  |                                                          |
| 13   | Rayo Ibense C. F.        | 23   | 30 | 8  | 7  | 15 | 51 | 63  | −12  |                                                          |
| 14   | Novelda C. F.            | 23   | 30 | 10 | 3  | 17 | 42 | 65  | −23  |                                                          |
| 15   | Jumilla C. F.            | 22   | 30 | 9  | 4  | 17 | 36 | 64  | −28  | Descenso a Categoría Regional                            |
| 16   | C. D. La Roda            | 7    | 30 | 0  | 7  | 23 | 17 | 111 | −94  | Descenso a Categoría Regional                            |

 Fuente: Fútbol Regional

### Grupo XI
| Pos. | Equipo                         | Pts. | PJ | G  | E  | P  | GF | GC | Dif. | Clasificación                                            |
| ---- | ------------------------------ | ---- | -- | -- | -- | -- | -- | -- | ---- | -------------------------------------------------------- |
| 1    | Real Jáen C. F.                | 45   | 30 | 21 | 3  | 6  | 67 | 27 | +40  | Acceso a Promoción de ascenso para campeones de grupo    |
| 2    | C. D. Almería                  | 41   | 30 | 17 | 7  | 6  | 54 | 28 | +26  | Acceso a Promoción de ascenso para subcampeones de grupo |
| 3    | R. B. Linense                  | 41   | 30 | 15 | 11 | 4  | 56 | 25 | +31  |                                                          |
| 4    | Atlético Marbella              | 35   | 30 | 14 | 7  | 9  | 43 | 35 | +8   |                                                          |
| 5    | Atlético Malagueño             | 34   | 30 | 14 | 6  | 10 | 48 | 37 | +11  |                                                          |
| 6    | Melilla C. F.                  | 33   | 30 | 12 | 9  | 9  | 50 | 32 | +18  |                                                          |
| 7    | Santana Linares C. F.          | 31   | 30 | 12 | 7  | 11 | 50 | 42 | +8   |                                                          |
| 8    | C. D. Estepona                 | 31   | 30 | 13 | 5  | 12 | 46 | 51 | −5   |                                                          |
| 9    | C. D. Iliturgi                 | 29   | 30 | 10 | 9  | 11 | 35 | 42 | −7   |                                                          |
| 10   | Atlético Algeciras (D)         | 27   | 30 | 9  | 9  | 12 | 27 | 37 | −10  | Descenso a Categoría Regional                            |
| 11   | Recreativo Granada             | 26   | 30 | 10 | 6  | 14 | 31 | 47 | −16  |                                                          |
| 12   | Olímpica Victoriana C. F.      | 25   | 30 | 8  | 9  | 13 | 37 | 51 | −14  |                                                          |
| 13   | Adra C. F.                     | 24   | 30 | 9  | 6  | 15 | 29 | 48 | −19  |                                                          |
| 14   | C. D. Fuengirola               | 22   | 30 | 9  | 4  | 17 | 39 | 57 | −18  |                                                          |
| 15   | Juventud de Torremolinos C. F. | 18   | 30 | 6  | 6  | 18 | 40 | 59 | −19  |                                                          |
| 16   | Imperio de Ceuta S. D. (D)     | 18   | 30 | 5  | 8  | 17 | 29 | 63 | −34  | Descenso a Categoría Regional                            |

 Fuente: Fútbol Regional
Notas:
1. ↑  Para la siguiente temporada el Santana Linares C. F. cambió su nombre a Linares C. F.
2. ↑  El Atlético Algeciras perdió la categoría al ser filial del Algeciras C. F., equipo que descendió a Tercera División.

### Grupo XII
| Pos. | Equipo                      | Pts. | PJ | G  | E  | P  | GF | GC | Dif. | Clasificación                                            |
| ---- | --------------------------- | ---- | -- | -- | -- | -- | -- | -- | ---- | -------------------------------------------------------- |
| 1    | Xerez C. D.                 | 49   | 30 | 21 | 7  | 2  | 64 | 26 | +38  | Acceso a Promoción de ascenso para campeones de grupo    |
| 2    | Jerez Industrial C. F.      | 48   | 30 | 19 | 10 | 1  | 77 | 21 | +56  | Acceso a Promoción de ascenso para subcampeones de grupo |
| 3    | Sevilla Atlético            | 45   | 30 | 19 | 7  | 4  | 71 | 26 | +45  |                                                          |
| 4    | Recreatovo Portuense        | 38   | 30 | 15 | 8  | 7  | 40 | 24 | +16  |                                                          |
| 5    | Triana Balompié             | 36   | 30 | 15 | 6  | 9  | 54 | 29 | +25  |                                                          |
| 6    | Atlético Onubense           | 33   | 30 | 13 | 7  | 10 | 38 | 32 | +6   |                                                          |
| 7    | C. D. San Fernando          | 30   | 30 | 12 | 6  | 12 | 56 | 44 | +12  |                                                          |
| 8    | Atlético Sanluqueño C. F.   | 29   | 30 | 13 | 3  | 14 | 37 | 40 | −3   |                                                          |
| 9    | Ayamonte C. F.              | 26   | 30 | 9  | 8  | 13 | 30 | 39 | −9   |                                                          |
| 10   | Coria C. F.                 | 24   | 30 | 7  | 10 | 13 | 29 | 38 | −9   |                                                          |
| 11   | Riotinto Balompié           | 23   | 30 | 9  | 5  | 16 | 28 | 56 | −28  |                                                          |
| 12   | Balón de Cádiz C. F.        | 23   | 30 | 9  | 5  | 16 | 39 | 44 | −5   |                                                          |
| 13   | C. D. Alcalá                | 21   | 30 | 6  | 9  | 15 | 33 | 53 | −20  |                                                          |
| 14   | C. D. Rota                  | 19   | 30 | 6  | 7  | 17 | 23 | 52 | −29  |                                                          |
| 15   | C. D. Utrera                | 18   | 30 | 6  | 6  | 18 | 24 | 72 | −48  |                                                          |
| 16   | C. D. San Roque de Lepe (D) | 18   | 30 | 6  | 6  | 18 | 20 | 67 | −47  | Descenso a Categoría Regional                            |

 Fuente: Fútbol Regional

### Grupo XIII
| Pos. | Equipo                              | Pts. | PJ | G  | E | P  | GF  | GC | Dif. | Clasificación                                            |
| ---- | ----------------------------------- | ---- | -- | -- | - | -- | --- | -- | ---- | -------------------------------------------------------- |
| 1    | U. D. Salamanca                     | 55   | 30 | 26 | 3 | 1  | 110 | 12 | +98  | Acceso a Promoción de ascenso para campeones de grupo    |
| 2    | S. D. Ponferradina                  | 51   | 30 | 25 | 1 | 4  | 84  | 21 | +63  | Acceso a Promoción de ascenso para subcampeones de grupo |
| 3    | Cultural Leonesa                    | 47   | 30 | 21 | 5 | 4  | 98  | 21 | +77  |                                                          |
| 4    | C. D. Béjar Industrial              | 35   | 30 | 16 | 3 | 11 | 62  | 44 | +18  |                                                          |
| 5    | Recreativo Europa Delicias          | 33   | 30 | 14 | 5 | 11 | 42  | 35 | +7   |                                                          |
| 6    | S. D. Gimnástica Arandina           | 33   | 30 | 13 | 7 | 10 | 41  | 56 | −15  |                                                          |
| 7    | C. D. Juventud del Círculo Católico | 31   | 30 | 14 | 3 | 13 | 59  | 45 | +14  |                                                          |
| 8    | C. A. Bembibre                      | 28   | 30 | 13 | 2 | 15 | 37  | 48 | −11  |                                                          |
| 9    | C. F. Júpiter Leonés                | 24   | 30 | 11 | 2 | 17 | 44  | 65 | −21  |                                                          |
| 10   | S. D. Gimnástica Medinense          | 24   | 30 | 9  | 6 | 15 | 40  | 70 | −30  |                                                          |
| 11   | S. D. Hullera Vasco-Leonesa         | 23   | 30 | 9  | 5 | 16 | 30  | 63 | −33  |                                                          |
| 12   | La Bañeza C. F.                     | 21   | 30 | 9  | 3 | 18 | 41  | 78 | −37  |                                                          |
| 13   | Castilla C. F. de Palencia          | 21   | 30 | 9  | 3 | 18 | 29  | 51 | −22  |                                                          |
| 14   | C. D. Salmantino                    | 21   | 30 | 8  | 5 | 17 | 29  | 62 | −33  |                                                          |
| 15   | Ciudad Rodrigo C. F. (D)            | 17   | 30 | 6  | 5 | 19 | 32  | 67 | −35  | Descenso a Categoría Regional                            |
| 16   | Laciana C. F. (D)                   | 16   | 30 | 8  | 0 | 22 | 44  | 84 | −40  | Descenso a Categoría Regional                            |

 Fuente: Fútbol Regional

### Grupo XIV
| Pos. | Equipo                     | Pts. | PJ | G  | E  | P  | GF | GC | Dif. | Clasificación                                            |
| ---- | -------------------------- | ---- | -- | -- | -- | -- | -- | -- | ---- | -------------------------------------------------------- |
| 1    | C. D. Carabanchel          | 49   | 32 | 24 | 1  | 7  | 84 | 30 | +54  | Acceso a Promoción de ascenso para campeones de grupo    |
| 2    | C. D. Colonia Moscardó     | 46   | 32 | 20 | 6  | 6  | 73 | 26 | +47  | Acceso a Promoción de ascenso para subcampeones de grupo |
| 3    | R. S. D. Alcalá            | 42   | 32 | 19 | 4  | 9  | 77 | 39 | +38  |                                                          |
| 4    | U. B. Conquense            | 37   | 32 | 14 | 9  | 9  | 51 | 39 | +12  |                                                          |
| 5    | U. D. Socuéllamos C. F.    | 37   | 32 | 13 | 11 | 8  | 47 | 32 | +15  |                                                          |
| 6    | Tomelloso C. F.            | 36   | 32 | 15 | 6  | 11 | 41 | 33 | +8   |                                                          |
| 7    | Pedro Muñoz C. F.          | 33   | 32 | 12 | 9  | 11 | 33 | 37 | −4   |                                                          |
| 8    | Getafe Deportivo           | 30   | 32 | 9  | 12 | 11 | 50 | 48 | +2   |                                                          |
| 9    | C. D. Villarrobledo        | 30   | 32 | 11 | 8  | 13 | 31 | 49 | −18  |                                                          |
| 10   | Alcázar C. F.              | 30   | 32 | 11 | 8  | 13 | 52 | 49 | +3   |                                                          |
| 11   | Aranjuez C. F.             | 30   | 32 | 11 | 8  | 13 | 54 | 62 | −8   |                                                          |
| 12   | Valdepeñas C. F.           | 29   | 32 | 11 | 7  | 14 | 43 | 61 | −18  |                                                          |
| 13   | S. R. Boetticher y Navarro | 28   | 28 | 11 | 6  | 11 | 41 | 50 | −9   |                                                          |
| 14   | Madrileño C. F.            | 27   | 32 | 10 | 7  | 15 | 37 | 46 | −9   |                                                          |
| 15   | C. D. Femsa                | 26   | 32 | 9  | 8  | 15 | 49 | 65 | −16  |                                                          |
| 16   | C. D. Bolañego (D)         | 24   | 32 | 10 | 4  | 18 | 32 | 60 | −28  | Descenso a Categoría Regional                            |
| 17   | C. D. Torrijos (D)         | 10   | 32 | 2  | 6  | 24 | 21 | 90 | −69  | Descenso a Categoría Regional                            |

 Fuente: Fútbol Regional

### Grupo XV
| Pos. | Equipo                      | Pts. | PJ | G  | E  | P  | GF  | GC  | Dif. | Clasificación                                            |
| ---- | --------------------------- | ---- | -- | -- | -- | -- | --- | --- | ---- | -------------------------------------------------------- |
| 1    | C. D. Badajoz               | 54   | 34 | 23 | 8  | 3  | 105 | 13  | +92  | Acceso a Promoción de ascenso para campeones de grupo    |
| 2    | A. D. Plus Ultra            | 52   | 34 | 24 | 4  | 6  | 83  | 19  | +64  | Acceso a Promoción de ascenso para subcampeones de grupo |
| 3    | C. F. Extremadura           | 51   | 34 | 22 | 7  | 5  | 89  | 25  | +64  |                                                          |
| 4    | C. D. Manchego              | 43   | 34 | 19 | 5  | 10 | 82  | 38  | +44  |                                                          |
| 5    | C. D. Toledo                | 41   | 34 | 17 | 7  | 10 | 61  | 41  | +20  |                                                          |
| 6    | Mérida Industrial C. F.     | 40   | 34 | 15 | 10 | 9  | 54  | 53  | +1   |                                                          |
| 7    | C. D. Cacereño              | 39   | 34 | 13 | 13 | 8  | 47  | 30  | +17  |                                                          |
| 8    | Talavera C. F.              | 39   | 34 | 16 | 7  | 11 | 67  | 52  | +15  |                                                          |
| 9    | C. D. Quintanar de la Orden | 36   | 34 | 15 | 6  | 13 | 63  | 53  | +10  |                                                          |
| 10   | C. D. Díter Zafra           | 35   | 34 | 14 | 7  | 13 | 64  | 61  | +3   |                                                          |
| 11   | C. D. Plasencia             | 30   | 34 | 12 | 6  | 16 | 45  | 51  | −6   |                                                          |
| 12   | Atlético Calvo Sotelo       | 27   | 34 | 8  | 11 | 15 | 55  | 63  | −8   |                                                          |
| 13   | C. D. Don Benito            | 27   | 34 | 9  | 9  | 16 | 30  | 60  | −30  |                                                          |
| 14   | Ávila C. F.                 | 26   | 34 | 10 | 6  | 18 | 38  | 66  | −28  |                                                          |
| 15   | S. D. Gimnástica Segoviana  | 24   | 34 | 8  | 8  | 18 | 48  | 68  | −20  |                                                          |
| 16   | U. D. Santa Bárbara         | 20   | 34 | 6  | 8  | 20 | 31  | 92  | −61  |                                                          |
| 17   | C. F. Olivenza              | 18   | 34 | 7  | 4  | 23 | 30  | 95  | −65  |                                                          |
| 18   | C. D. Villacañas (D)        | 7    | 34 | 3  | 4  | 27 | 15  | 127 | −112 | Descenso a Categoría Regional                            |

 Fuente: Fútbol Regional

## Promoción de ascenso a Segunda División

### Equipos clasificados
Los siguientes equipos se clasificaron para la promoción de ascenso a Segunda División:
En negrita se indican los equipos que ascendieron a Segunda División.
| Grupo I      | Grupo II            | Grupo III          | Grupo IV              | Grupo V      |
| ------------ | ------------------- | ------------------ | --------------------- | ------------ |
| 1º CD Orense | 1º Real Avilés CF   | 1º Bilbao Atlético | 1º SD Eibar           | 1º SD Huesca |
| 2º CD Lugo   | 2º Caudal Deportivo | 2º Sestao SC       | 2º Real Unión de Irún | 2º Aragón CF |

| Grupo VI-VII | Grupo VI-VII               | Grupo VIII  | Grupo IX         | Grupo X              |
| ------------ | -------------------------- | ----------- | ---------------- | -------------------- |
| 1º UD Olot   | 2º Gimnástico de Tarragona | 1º UD Mahón | 1º CD Alcoyano   | 1º CD Eldense        |
| 3º Gerona CF | 4º CF Lloret               | 2º SD Ibiza | 2º Onteniente CF | 2º Albacete Balompié |

| Grupo XI        | Grupo XII              | Grupo XIII         | Grupo XIV              | Grupo XV         |
| --------------- | ---------------------- | ------------------ | ---------------------- | ---------------- |
| 1º Real Jaén CF | 1º Xerez CD            | 1º UD Salamanca    | 1º CD Carabanchel      | 1º CD Badajoz    |
| 2º CD Almería   | 2º Jerez Industrial CF | 2º SD Ponferradina | 2º CD Colonia Moscardó | 2º AD Plus Ultra |

|  | Clasificado para la Promoción de campeones de grupo ( si obtuvo el ascenso)                          |
|  | Clasificado para la Promoción de subcampeones de grupo y de segunda división ( si obtuvo el ascenso) |

### Equipos ascendidos
Los siguientes equipos ascendieron a Segunda División:
| - Club Deportivo Alcoyano | - Club Deportivo Badajoz | - Real Jaén Club de Fútbol | - Xerez Club Deportivo |